# Унипотентность
Унипотентность — свойство клеток дать начало одному клеточному типу.
Термин «унипотентность» употребляют по отношению к клеткам многоклеточного организма, обладающим «потенцией к развитию», то есть недифференцированным клеткам, которым предстоит развитие в определенном направлении. Унипотентные клетки обладают только одной потенцией к развитию, то есть могут развиться только в одном направлении. Унипотетным клеткам противопоставляют мультипотентные клетки, которые обладают несколькими направлениями дифференцировки и могут развиться в различные типы клеток.
Примером унипотентных клеток в организме взрослого человека служат сперматогонии, которые имеют одно направление развития — в сторону сперматозоида (через промежуточные клеточные типы: сперматоциты и сперматиды); миосателлиты, которые развиваются в миобласты, формирующие мышечные волокна (через промежуточный клеточный тип «промиобласты») и многие другие.
Многие унипотентные клетки человека и животных возможно содержать в искусственных клеточных культурах.